# Marjorie Perloff
Pour les articles homonymes, voir Mintz.
Marjorie Perloff, née Gabriele Mintz le 28 septembre 1931 à Vienne (Autriche) et morte le 24 mars 2024 dans le quartier de Pacific Palisades à Los Angeles (Californie), est une philosophe, linguiste, critique d'art, essayiste et universitaire américaine, professeur titulaire de la chaire Florence Scott de littérature anglaise à l'université de Californie du Sud puis professeur titulaire et professeur émérite auprès de l'université Stanford. 
Elle est membre de l’Académie américaine des arts et des sciences, de la Société américaine de philosophie et présidente de  American Comparative Literature Association et de la Modern Language Association.
Marjorie Perloff est considérée comme une des figures marquantes de l'avant-garde littéraire américaine et du postmodernisme, elle a notamment fait découvrir la poésie de Frank O'Hara .  
En plus de sa vingtaine d'essais, Marjorie Perloff a publié environ 250 articles universitaires et des centaines de recensions de livres au sein de diverses revues et magazines où elle a fait notamment la promotion de la littérature expérimentale. 

## Biographie

### Jeunesse et formation

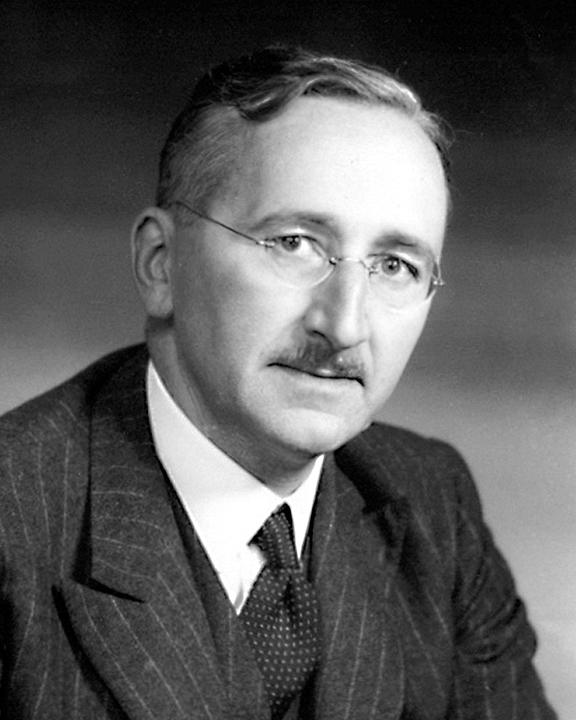
Friedrich Hayek.

Marjorie Perloff, née Gabriele Mintz est issue d'une famille juive laïcisée, elle est la fille de Maximilian Mintz, un juriste et un ami proche de l'économiste Friedrich Hayek, et de Ilse (Schüller) Mintz. La famille Perloff fuit l'Autriche le 15 mars 1938 deux jours après l'Anschluss en 1938. La famille Mintz est passée par la Suisse et les Pays-Bas avant de s'installer définitivement à New York,.
Là, Ilse Mintz  soutient avec succès son doctorat de sciences économiques auprès de l'université Columbia  avant de joindre la direction du National Bureau of Economic Research.
Gabriele Mintz prend le prénom de Marjorie qui fait plus « américain ».
En 1949, après avoir achevé ses études secondaires à l'Ethical Culture Fieldston School (en) de New York, elle est acceptée au College Oberlin (Ohio). Elle finalise son premier cycle universitaire au Barnard College de New York, où elle obtient son Bachelor of Arts (licence) en 1953 avec la mention magna cum laude. Cette même année elle épouse Joseph Perloff, un médecin cardiologue,.

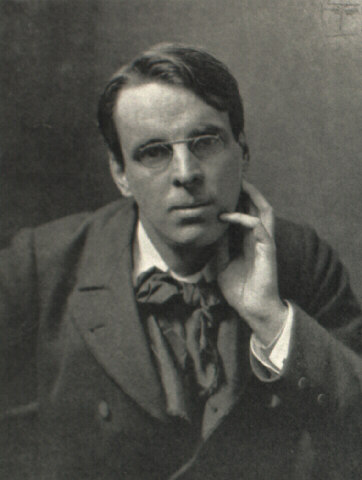
William Butler Yeats.

Peu après leur mariage Marjorie Perloff et Joseph Perloff partent pour Washington (district de Columbia ). Joseph Perloff est embauché par l'université de Georgetown pendant que Marjorie Perloff est acceptée par l'université catholique d'Amérique à Washington (district de Columbia ). Elle y soutient avec succès son Master of Arts (mastère) en 1956, puis en 1965 son doctorat (Ph.D.) qui est un essai sur l'œuvre littéraire de William Butler Yeats,.

### Carrière universitaire
De 1966 à 1971  est recrutée comme professeur titulaire par l'université catholique d'Amérique, puis de 1971 à 1976 , elle enseigne à l'université du Maryland, puis de 1976 à 1986  elle enseigne la littérature anglaise et la littérature comparée à l'université du Sud de la Californie et enfin, en 1990, elle rejoint l'université Stanford comme professeure titulaire de littérature anglaise et de  littérature comparée, poste qu'elle occupe jusqu'en l'année 2000 où elle nommée professeur émérite à l'université Stanford jusqu'à sa mort en 2024,.

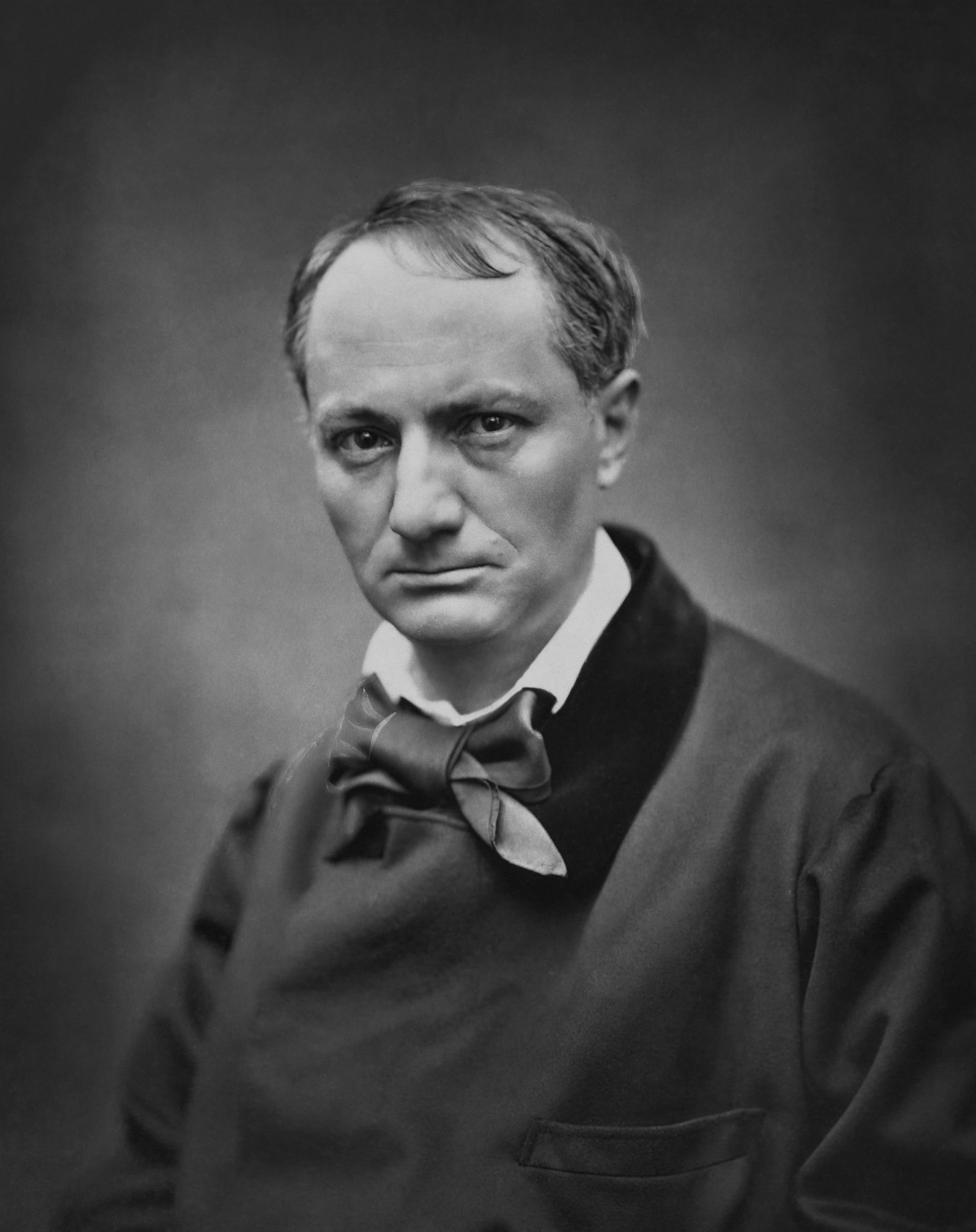
Portrait de Charles Baudelaire par le photographe Étienne Carjat.

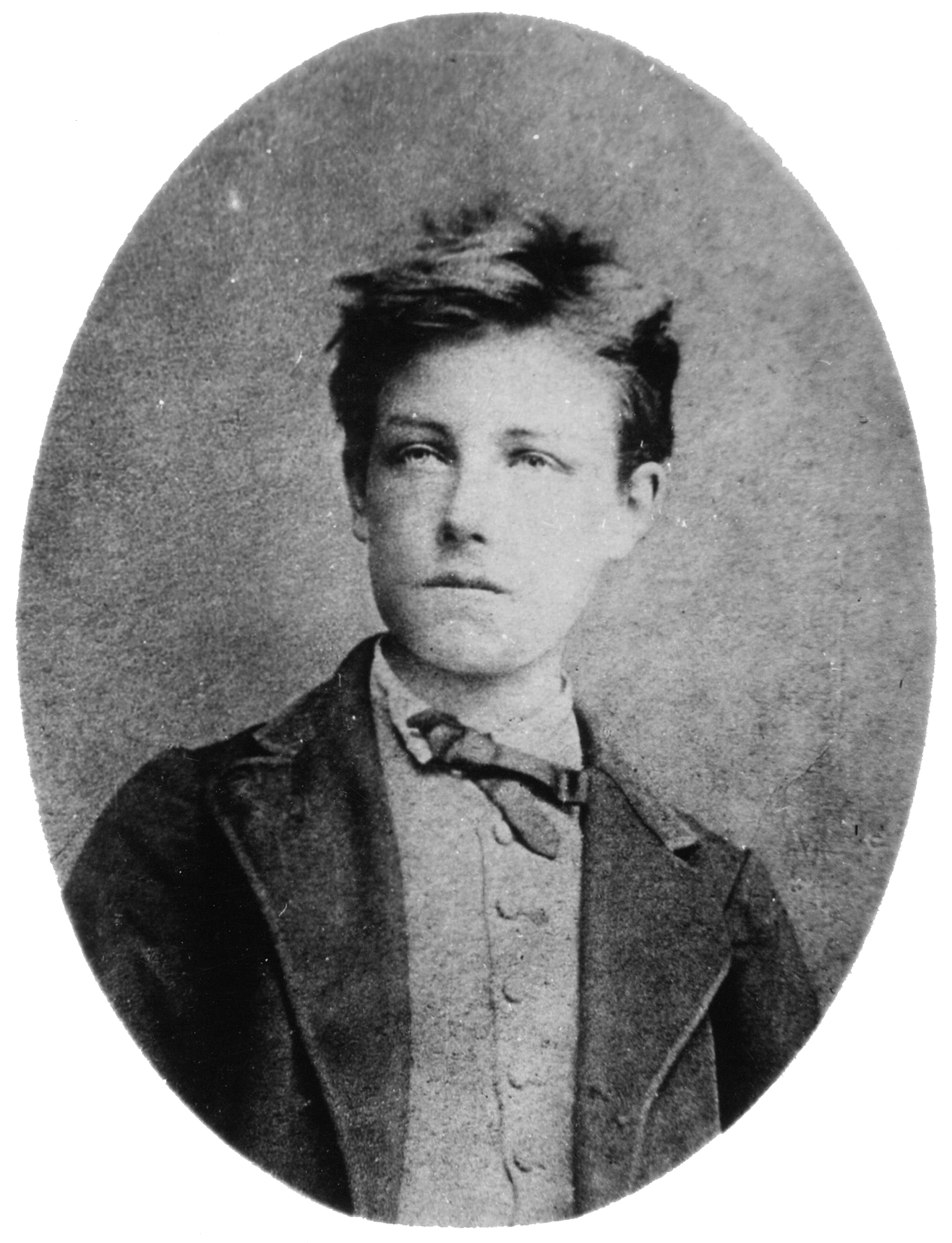
Arthur Rimbaud, photographié par Étienne Carjat, vers 1872.

Dans les années 1990, avec ses collègues de l'université de Stanford, Robert Pogue Harrison et Rosina Pierotti elle anime un séminaire sur les poètes Français du XIX° siècle : Charles Baudelaire et Arthur Rimbaud.

### Carrière d'écrivain
Marjorie Perloff  est l'une des plus éminentes critiques de la poésie contemporaine, moderne et d'avant-garde et de l'écriture poétique de langue anglaise. Elle a publié de nombreux livres, articles et essais sur des questions allant de la poétique numérique à la philosophie, et son travail a été traduit dans de nombreuses langues, notamment le portugais, l'espagnol, le slovène, l'allemand et le français.

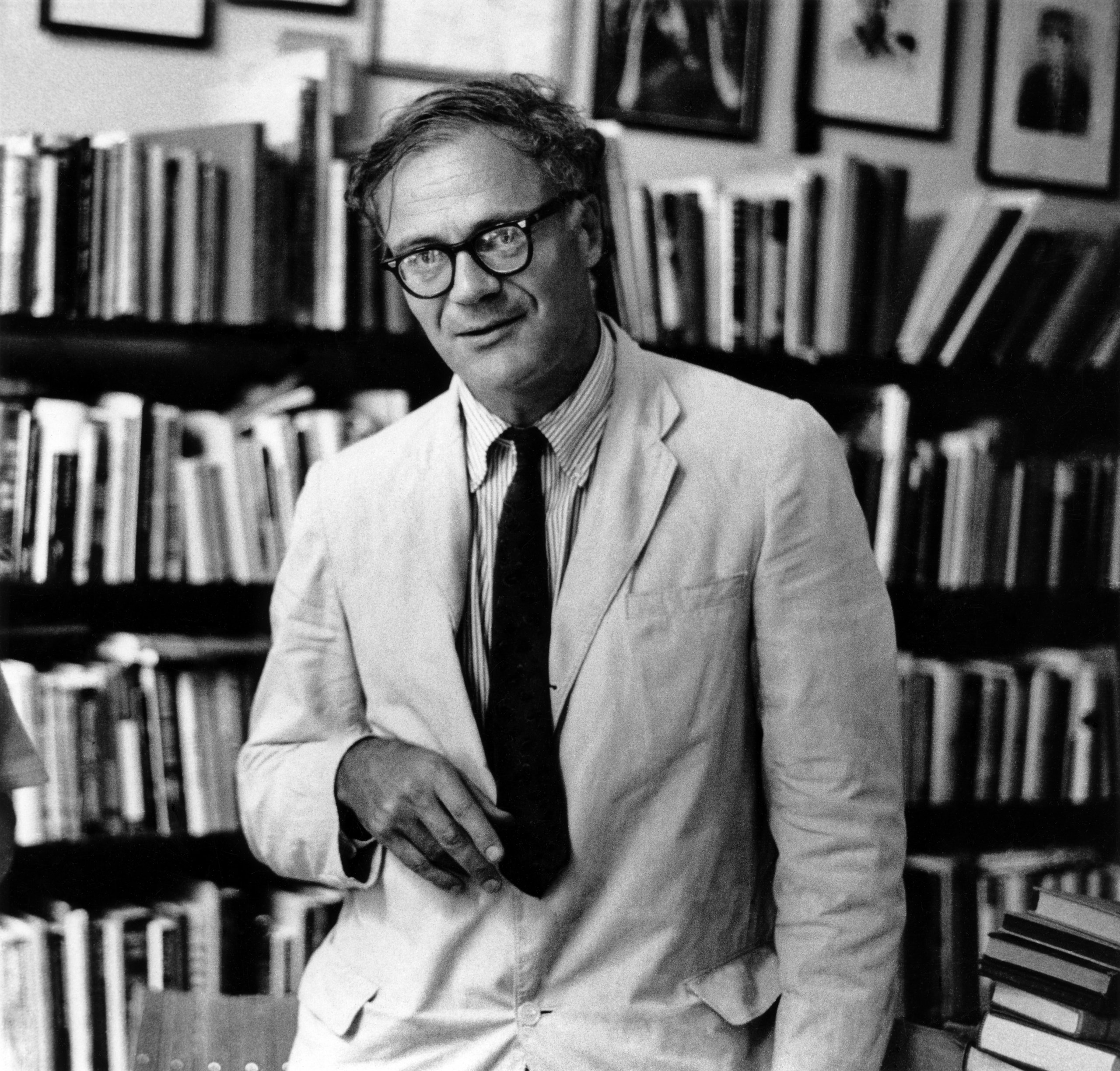
Robert Lowell à la librairie Grolier à Harvard Square

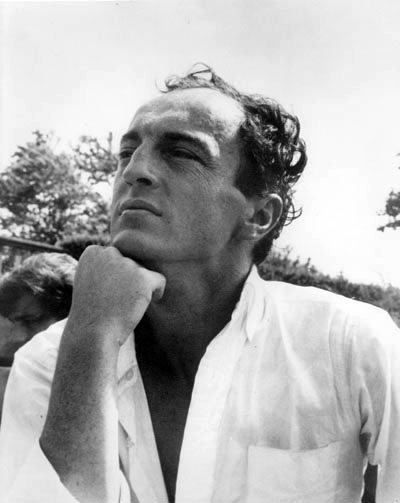
Portrait du poète américain Frank O'Hara

Ses premiers essais ont pour thématique les œuvres littéraires de William Butler Yeats, Robert Lowell et Frank O’Hara comme Rhyme and Meaning in the Poetry of Yeats, The Poetic Art of Robert Lowell et Frank O'Hara: Poet Among Painters puis dans les années 1980, Marjorie Perloff explore la poésie de l'avant-garde littéraire avec la publication en 1981 de The Poetics of Indeterminacy, Rimbaud to Cage,  et en 1986 de The Futurist Moment: Avant-Garde, Avant-Guerre, and the Language of Rupture.

### Vie privée
Le couple Perloff donne naissance à deux filles Carey Perloff (en) et Nancy Perloff.
Marjorie Perloff est morte dans son domicile de Pacific Palisades à l'âge de 92 ans,,.

## Œuvres

### Philosophie et essais sur la littérature
- Rhyme and Meaning in the Poetry of Yeats, Walter de Gruyter, 1er janvier 1970, 249 p. (ISBN 9789027905109),
- The Poetic Art of Robert Lowell, Ithaca, état de New York, Cornell University Press, 1973, 236 p. (ISBN 9780801407710, OCLC 590740, lire en ligne),
- Frank O'Hara: Poet Among Painters, New York, George Braziller (réimpr. 1979, 1998) (1re éd. 1977), 264 p. (ISBN 9780807608357, OCLC 469684500, lire en ligne),
- The Poetics of Indeterminacy : Rimbaud to Cage, Princeton, New Jersey, Princeton University Press (réimpr. 1983, 1999, 2000) (1re éd. 1981), 382 p. (ISBN 9780810106611, OCLC 234220078, lire en ligne),
- The Dance of the Intellect : Studies in the Poetry of the Pound Tradition, Cambridge, Cambridgeshire, Royaume-Uni, Cambridge University Press, coll. « Avant-Garde & Modernism Studies » (réimpr. 1987, 1996) (1re éd. 1985), 264 p. (ISBN 9780521304986, OCLC 241597373, lire en ligne)
- The Futurist Moment: Avant-Garde : Avant-Garde, Avant Guerre, and the Language of Rupture, Chicago, Illinois, University of Chicago Press, 1986, rééd. 3 décembre 2003 (réimpr. 1989, 2003, 2010) (1re éd. 1986), 332 p. (ISBN 9780226657318, OCLC 185638396, lire en ligne),
- Postmodern Genres, University of Oklahoma Press, 1 septembre 1989, rééd. 1 avril 1995, 276 p. (ISBN 9780806127156),
- Poetic License : Essays on Modernist and Postmodernist Lyric, Evanston, Illinois, Northwestern University Press, 1990, 384 p. (ISBN 9780810108431, OCLC 231112705, lire en ligne),
- Radical Artifice : Writing Poetry in the Age of Media, Chicago, Illinois, University of Chicago Press (réimpr. 1994, 1998, 2005) (1re éd. 1991), 268 p. (ISBN 9780226657332, OCLC 1288350971, lire en ligne),
- Co-écrit avec Charles Junkerman, John Cage: Composed in America, University of Chicago Press, 13 juillet 1994, 296 p. (ISBN 9780226660578),
- Wittgenstein's Ladder : Poetic Language and the Strangeness of the Ordinary, Chicago, Illinois, University of Chicago Press, 1996, rééd. 15 mars 1999 (réimpr. 1999, 2012) (1re éd. 1996), 318 p. (ISBN 9780226660585, OCLC 750884883, lire en ligne),
- Poetry On and Off the Page : Essays for Emergent Occasions, Evanston, Illinois, Northwestern University Press, coll. « Avant-Garde & Modernism Studies » (réimpr. 2000, 2005) (1re éd. 1998), 400 p. (ISBN 9780810115613, OCLC 245840482, lire en ligne),
- 21st-Century Modernism : The "new" Poetics, Hoboken, New Jersey, Wiley-Blackwell, 2002, 232 p. (ISBN 9780631219705),
- The Vienna Paradox : A Memoir, New York, New Directions (réimpr. 2013) (1re éd. 2004), 224 p. (ISBN 9780811215718, OCLC 929845736, lire en ligne),
- Differentials: Poetry, Poetics, Pedagogy, University Alabama Press, 26 septembre 2004, 344 p. (ISBN 9780817351281),
- Co-écrit avec Craig Dworkin, The Sound of Poetry / The Poetry of Sound, University of Chicago Press, 1er novembre 2006, 352 p. (ISBN 9780226657424),
- Unoriginal Genius : Poetry by Other Means in the New Century, Chicago, Illinois, University of Chicago Press (réimpr. 2012) (1re éd. 2010), 232 p. (ISBN 9780226660615, OCLC 587209550, lire en ligne),
- Poetics in a New Key: Interviews and Essays, De La Salle University Publishing House, 2013, 264 p. (ISBN 9789715555753),
- Edge of Irony: Modernism in the Shadow of the Habsburg Empire, University of Chicago Press, 6 mai 2016, 224 p. (ISBN 9780226054421),

### Articles
Les articles listés, sont sélectionnés pour fournir une introduction aux essais de Marjorie Perloff. Sont privilégiés les articles portant sur les grands auteurs qu'elle a commentés tels que Sylvia Plath, William Butler Yeats, Robert Lowell et Frank O’Hara, Charles Olson, Ezra Pound, William Carlos Williams, Susan Howe, Ludwig Wittgenstein, etc.

#### Années 1960-1979
- « Irony in Wallace Stevens's The Rock », American Literature, vol. 36, no 3,‎ novembre 1964, p. 327-342 (16 pages) (lire en ligne ),
- « Death by Water: The Winslow Elegies of Robert Lowell », ELH, vol. 34, no 1,‎ mars 1967, p. 116-140 (25 pages) (lire en ligne ),
- « Spatial Form in the Poetry of Yeats: The Two Lissadell Poems », PMLA, vol. 82, no 5,‎ octobre 1967, p. 444-454 (11 pages) (lire en ligne ),
- « "Heart Mysteries": The Later Love Lyrics of W. B. Yeats », Contemporary Literature, vol. 10, no 2,‎ printemps 1969, p. 266-283 (18 pages) (lire en ligne ),
- « "Angst" and Animism in the Poetry of Sylvia Plath », Journal of Modern Literature, vol. 1, no 1,‎ 1970, p. 57-74 (18 pages) (lire en ligne ),
- « "Another Emblem There": Theme and Convention in Yeats's "Coole Park and Ballylee, 1931" », The Journal of English and Germanic Philology, vol. 69, no 2,‎ avril 1970, p. 223-240 (18 pages) (lire en ligne ),
- « The Autobiographical Mode of Goethe: "Dichtung und Wahrheit" and the Lyric Poems », Comparative Literature Studies, vol. 7, no 3,‎ septembre 1970, p. 265-296 (32 pages) (lire en ligne ),
- « Realism and the Confessional Mode of Robert Lowell », Contemporary Literature, vol. 11, no 4,‎ automne 1970, p. 470-487 (18 pages) (lire en ligne ),
- « Yeats and Goethe », Comparative Literature, vol. 23, no 2,‎ printemps 1971, p. 125-140 (16 pages) (lire en ligne ),
- « "A Ritual for Being Born Twice": Sylvia Plath's 'The Bell Jar' », Contemporary Literature, vol. 13, no 4,‎ automne 1972, p. 507-522 (16 pages) (lire en ligne ),
- « On the Road to "Ariel": The "Transitional" Poetry of Sylvia Plath », The Iowa Review, vol. 4, no 2,‎ printemps 1973, p. 94-110 (17 pages) (lire en ligne ),
- « Charles Olson and the "Inferior Predecessors": "Projective Verse" Revisited », ELH, vol. 40, no 2,‎ été 1973, p. 285-306 (22 pages) (lire en ligne ),
- « "The Tradition of Myself": The Autobiographical Mode of Yeats », Journal of Modern Literature, vol. 4, no 3,‎ février 1975, p. 529-573 (45 pages) (lire en ligne ),
- « Pound and Rimbaud: The Retreat from Symbolism », The Iowa Review, vol. 6, no 1,‎ hiver 1975, p. 91-117 (27 pages) (lire en ligne ),
- « Frank O'Hara and the Aesthetics of Attention », Boundary 2, vol. 4, no 3,‎ printemps 1976, p. 779-806 (28 pages) (lire en ligne ),
- « Williams in the Classroom », William Carlos Williams Newsletter, vol. 3, no 2,‎ 1977, p. 6-11 (6 pages) (lire en ligne )
- « In Favor Of One's Time (1954-61): Frank O'Hara », The American Poetry Review, vol. 6, no 3,‎ mai - juin 1977, p. 6-16 (11 pages) (lire en ligne ),
- « 'Transparent Selves': The Poetry of John Ashbery and Frank O'Hara », The Yearbook of English Studies, vol. 8,‎ 1978, p. 171-196 (26 pages) (lire en ligne ),
- « Four Times Five: Robert Creeley's The Island », Boundary 2, vol. 6/7,‎ printemps - automne 1978, p. 491-512 (22 pages) (lire en ligne ),
- « "Tangled Versions Of The Truth": Ammons And Ashbery At Fifty », The American Poetry Review, vol. 7, no 5,‎ septembre - octobre 1978, p. 5-11 (7 pages) (lire en ligne ),
- « Poetry As Word-System: The Art Of Gertrude Stein », The American Poetry Review, vol. 8, no 5,‎ septembre - octobre 1979, p. 33-43 (11 pages) (lire en ligne ),

#### Années 1980-1989
- « The Man Who Loved Women: The Medical Fictions of William Carlos Williams », The Georgia Review, vol. 34, no 4,‎ hiver 1980, p. 840-853 (14 pages) (lire en ligne ),
- « Ezra Pound/Wallace Stevens: Whose Era? », New Literary History, vol. 13, no 3,‎ printemps 1982, p. 485-514 (30 pages) (lire en ligne ),
- « The Portrait Of The Artist As Collage-Text: Pound's Gaudier-Brzeska And The "Italic" Texts Of John Cage », The American Poetry Review, vol. 11, no 3,‎ mai - juin 1982, p. 19-29 (11 pages) (lire en ligne ),
- « Between Verse and Prose: Beckett and the New Poetry », Critical Inquiry, vol. 9, no 2,‎ décembre 1982, p. 415-433 (19 pages) (lire en ligne ),
- « The Two Ariels: The (Re)making Of The Sylvia Plath Canon », The American Poetry Review, vol. 13, no 6,‎ novembre - décembre 1984, p. 10-18 (9 pages) (lire en ligne ),
- « 'Alterable Noons': The 'poèmes élastiques' of Blaise Cendrars and Frank O'Hara », The Yearbook of English Studies, vol. 15,‎ 1985, p. 160-178 (19 pages) (lire en ligne )
- « Barthes and the Zero Degree of Genre », World Literature Today, vol. 59, no 4,‎ automne 1985, p. 510-516 (7 pages) (lire en ligne ),
- « Fascism, Anti-Semitism, Isolationism: Contextualizing the "Case of EP" », Paideuma, vol. 16, no 3,‎ hiver 1987, p. 7-21 (15 pages) (lire en ligne ),
- « "Collision or Collusion with History": The Narrative Lyric of Susan Howe », Contemporary Literature, vol. 30, no 4,‎ hiver 1989, p. 518-533 (16 pages) (lire en ligne ),

#### Années 1990-1999
- « Toward a Wittgensteinian Poetics », Contemporary Literature, vol. 33, no 2,‎ été 1992, p. 191-213 (23 pages) (lire en ligne ),
- « The Outsider as Exemplary Critic: Hugh Kenner », William Carlos Williams Review, vol. 19, nos 1/2,‎ printemps 1993, p. 49-56 (8 pages) (lire en ligne ),
- « From Theory to Grammar: Wittgenstein and the Aesthetic of the Ordinary », New Literary History, vol. 25, no 4,‎ automne 1994, p. 899-923 (25 pages) (lire en ligne ),
- « "Grammar in Use": Wittgenstein / Gertrude Stein / Marinetti », South Central Review, vol. 13, nos 2/3,‎ second semestre 1996, p. 35-62 (28 pages) (lire en ligne ),
- « Whose New American Poetry? Anthologizing in the Nineties », Diacritics, vol. 26, nos 3/4,‎ automne - hiver 1996, p. 104-123 (20 pages) (lire en ligne ),
- « Sex, Lies, and First Ladies: A Modest (Wittgensteinian) Proposal », Southwest Review, vol. 84, no 1,‎ 1999, p. 31-42 (12 pages) (lire en ligne ),
- « Writing Poetry/Writing about Poetry: Some Problems of Affiliation », symplokē, vol. 7, nos 1/2,‎ 1999, p. 21-29 (9 pages) (lire en ligne ),
- « Language Poetry and the Lyric Subject: Ron Silliman's Albany, Susan Howe's Buffalo », Critical Inquiry, vol. 25, no 3,‎ printemps 1999, p. 405-434 (30 pages) (lire en ligne ),

#### Années 2000-2009
- « "Concrete Prose" in the Nineties: Haroldo de Campos's "Galáxias" and after », Contemporary Literature, vol. 42, no 2,‎ été 2001, p. 270-293 (24 pages) (lire en ligne ),
- « "Pound/Stevens: Whose Era?" Revisited », The Wallace Stevens Journal, vol. 23, no 2,‎ 2002, p. 134-142 (9 pages) (lire en ligne ),
- « The Search for  "Prime Words": Pound, Duchamp and the Nominalist Ethos », Paideuma, vol. 32, nos 1/3,‎ hiver 2003, p. 205-228 (24 pages) (lire en ligne ),
- « Stevens' "Collected Poems" in 2054 », The Wallace Stevens Journal, vol. 28, no 2,‎ 2004, p. 242-246 (5 pages) (lire en ligne ),
- « Avant-Garde Tradition and Individual Talent: The Case of Language Poetry », Revue française d'études américaines, no 103,‎ février 2005, p. 117-141 (25 pages) (lire en ligne ),
- « "In Love with Hiding": Samuel Beckett's War », The Iowa Review, vol. 35, no 1,‎ printemps 2005, p. 76-103 (28 pages) (lire en ligne )
- « Facturing out Faktura: The Plight of Visual Text », Text, vol. 16,‎ 2006, p. 249-266 (18 pages) (lire en ligne ),
- « Presidential Address 2006: It Must Change », PMLA, vol. 122, no 3,‎ mai 2007, p. 652-662 (11 pages) (lire en ligne ),
- Co-rédigé avec Craig Dworkin, « The Sound of Poetry / The Poetry of Sound: The 2006 MLA Presidential Forum », PMLA, vol. 123, no 3,‎ mai 2008, p. 749-761 (13 pages) (lire en ligne ),
- « “The Shibboleth of Liberation”: Calinescu’s Postmodernism », symplokē, vol. 17, nos 1/2,‎ 2009, p. 277-280 (4 pages) (lire en ligne ),

#### Années 2010-2019
- « Beckett in the Country of the Houyhnhms: The Transformation of Swiftian Satire », Samuel Beckett Today / Aujourd'hui, vol. 22,‎ 2010, p. 17-38 (22 pages) (lire en ligne ),
- « Beyond "Adagia": Eccentric Design in Stevens' Poetry », The Wallace Stevens Journal, vol. 35, no 1,‎ printemps 2011, p. 16-32 (17 pages) (lire en ligne ),
- « John Cage as Conceptualist Poet », South Atlantic Review, vol. 77, nos 1/2,‎ 2012, p. 14-33 (20 pages) (lire en ligne ),
- « Poetry on the Brink, Reinventing the Lyric », Boston Review,‎ mai-juin 2012 (lire en ligne ),
- « In Memoriam Burton Hatlen », Paideuma: Modern and Contemporary Poetry and Poetics, vol. 40,‎ 2013, p. 56-61 (6 pages) (lire en ligne ),
- « Allen Ginsberg », Poetry, Vol. 202, No. 4, vol. 202, no 4,‎ juillet - août 2013, p. 351-353 (3 pages) (lire en ligne ),
- « Avant-Garde in a Different Key: Karl Kraus's The Last Days of Mankind », Critical Inquiry, vol. 40, no 2,‎ hiver 2014, p. 311-338 (28 pages) (lire en ligne ),
- « Raising the Referential Temperature : Poundian Reverberations in Brazilian Concret Poetry », Paideuma: Modern and Contemporary Poetry and Poetics, vol. 42,‎ 2015, p. 5-38 (34 pages) (lire en ligne )
- « Reading Frank O'Hara's "Lunch Poems" After Fifty Years », Poetry, vol. 205, no 4,‎ janvier 2015, p. 383-391 (9 pages) (lire en ligne ),
- « Yeats, Stevens, Eliot », The Wallace Stevens Journal, vol. 42, no 1,‎ printemps 2018, p. 6-16 (11 pages) (lire en ligne ),
- « Surprised by Paradise Lost », Milton Quarterly, vol. 52, no 4,‎ décembre 2018, p. 308-316 (9 pages) (lire en ligne ),

## Prix et distinctions
- 1981 : récipiendaire d'une bourse d'études décernée par la fondation J.S. Guggenheim[9],
- 1987 : prix des anciens élèves remarquables de l'université catholique d'Amérique (Distinguished Alumnae Award) ,
- 1997 : élection comme membre de l'Académie américaine des arts et des sciences[10],[3],
- 2004 : prix Robert Penn Warren, dans la catégorie critique littéraire[5].
- 2012 : élection comme membre de la Société américaine de philosophie[5],

## Regards sur son œuvre
Marjorie Perloff est considérée comme étant l'une des critiques majeures américaines de la poésie contemporaine,. Son travail a pour objet l'écriture des poètes expérimentaux et d'avant-garde dans le contexte des grands courants modernistes et postmodernistes dans les arts, y compris les arts visuels.
Marjorie Perloff est une pédagogue, elle n'a jamais usé d'un style « savant » imperméable aux profanes.
Elle est passionnée par les débats intenses sur la langue, la poésie, la culture et les nouvelles technologies appliquées aux média.
Elle s'est penchée sur la littérature dite « post-Holocauste » qui a rejeté les normes littéraires et esthétiques occidentales traditionnelles, entraînant des textes violents comme ceux de Henry Miller et Norman Mailer, ou bien ceux indéterminés, dépersonnalisés comme ceux de Samuel Beckett ou de John Cage. Cette approche critique pose la possibilité d'une sorte d'écriture « post-esthétique », fondée sur l'échec de la « grande » culture du siècle, même celle des grands modernistes comme Ezra Pound, T.S Eliot, Rainer Maria Rilke, Thomas Mann, etc. Cette écriture « post-esthétique » anti-élitiste, anti-autoritariste, si elle fut politique et polémiste, n'a pas encore été capable de définir un style, un jeu spécifique.
À la suite du succès de Jacques Derrida, il se produit une montée du poststructuralisme aux États-Unis, et très vite la notion « d'instabilité sémantique » est devenue dominante dans les sciences humaines et également dans la critique littéraire. Ainsi, dans sa phase ultérieure, le postmodernisme devient peu à peu un style plutôt que « l'anarchie » polémique précédente, célébrant la transgression, le déclin de tout pathos, la dissolution du sujet. Marjorie Perloff souligne le fait que pourtant, c'est le modernisme, dit défunt, qui fut une des expressions anti-staliniennes majeures, utilisée également pour les déplorations de l'Holocauste et d'Hiroshima... D'où une invitation à revisiter le modernisme trop vite enterré par le postmodernisme. Elle pose la question : « Avant de se dire post moderniste, ne faut-il pas auparavant avoir été moderniste ? Le postmodernisme n'est-il pas un dépassement du modernisme plutôt que sa négation ? Ne faut-il pas cesser l'exécration post-structuraliste ? ».
Son livre sur le philosophe Ludwig Wittgenstein est pour elle un moyen de réinterroger de façon rigoureuse et méthodique le langage et son rapport au sens. Quête qui la conduit à construire un nouveau paradigme de la poétique basé sur la reconnaissance du fait que les émotions les plus secrètes et profondes du poète sont exprimées dans une langue qui déjà appartient à la culture, la société et à l'environnement du poète. Posture qui la conduit à critiquer l'uniformisation de la critique littéraire par les post-structuralistes et post-colonialistes pour retrouver l'élan de la théorie littéraire initiée par Aristote.
Selon Andrew Epstein,, professeur de littérature anglaise auprès de l'université d'État de Floride, Marjorie Perloff « Elle s’est définitivement détournée du mode régnant de qui lire et comment écrire au sujet des auteurs et leurs oeuvres pour élargir les critères établis et prendre en compte les défis posés par des travaux expérimentaux ».

## Archives
Les archives de Marjorie Perloff sont conservées et consultables sur demande à la bibliothèque des manuscrits de l'université Stanford.

## Pour approfondir

#### Articles anglophones
: document utilisé comme source pour la rédaction de cet article.
- David Kellogg, « Perloff's Wittgenstein: W(h)ither Poetic Theory? », Diacritics, vol. 26, nos 3/4,‎ hiver 1996, p. 67-85 (19 pages) (lire en ligne ). ,
- Marsha Bryant, Edward Brunner, Michael Thurston, Robert Dale Parker, Carter Revard & Marjorie Perloff, « Forum: Reply To Marjorie Perloff's "Janus-Faced Blockbuster" », symplokē, vol. 9, nos 1/2,‎ 2001, p. 176-192 (17 pages) (lire en ligne ),
- Joseph Acquisto, « Reviewed Work: Unoriginal Genius: Poetry by Other Means in the New Century by Marjorie Perloff », The Modern Language Review, vol. 106, no 4,‎ octobre 2011, p. 1136-1138 (3 pages) (lire en ligne ),
- Václav Paris, « Poetry in the Age of Digital Reproduction: Marjorie Perloff's Unoriginal Genius, and Charles Bernstein's Attack of the Difficult Poems », Journal of Modern Literature, vol. 35, no 3,‎ printemps 2012, p. 183-199 (17 pages) (lire en ligne ).
- Matvei Yankelevich,, « The Gray Area: An Open Letter to Marjorie Perloff », Los Angeles Review of Books,‎ 13 juillet 2012 (lire en ligne)
- Brian Reed, « Becoming Marjorie Perloff », Jacket2,‎ 8 novembre 2012 (lire en ligne),
- Charles Bernstein, « Futurism and schism », Jacket2,‎ 8 novembre 2012 (lire en ligne),
- J. Gordon Faylor, « Marjorie Perloff: A bibliographic essay », Jacket2,‎ 8 novembre 2012 (lire en ligne).
- Kent Johnson, « Marjorie Perloff, Avant-Garde Poetics, and "The Princeton Encyclopedia of Poetry and Poetics" », Chicago Review, vol. 57, nos 3/4,‎ hiver 2013, p. 209-215 (7 pages) (lire en ligne ),
- Fred Moten, « On Marjorie Perloff », Entropy,‎ 28 décembre 2015 (lire en ligne)
- Adam Kirsch, « Ironists of a Vanished Empire », The New York Review of Books,‎ 22 juin 2017 (lire en ligne),
- Marjorie Perloff et Edward Ragg, « Yeats, Stevens, Eliot », The Wallace Stevens Journal, vol. 42, no 1,‎ printemps 2018, p. 6-16 (11 pages) (lire en ligne ),
- James Garwood-Cole, « [On Joe Luna’s “Unanswerable Questions” and Marjorie Perloff] », Chicago Review, vol. 62, nos 1/2/3,‎ hiver 2018-2019, p. 413-414 (2 pages) (lire en ligne ),